# Ceanothus bolensis
Ceanothus bolensis är en brakvedsväxtart som beskrevs av S.Boyd och J.E.Keeley. Ceanothus bolensis ingår i släktet Ceanothus och familjen brakvedsväxter. Inga underarter finns listade i Catalogue of Life.